# Encendedor

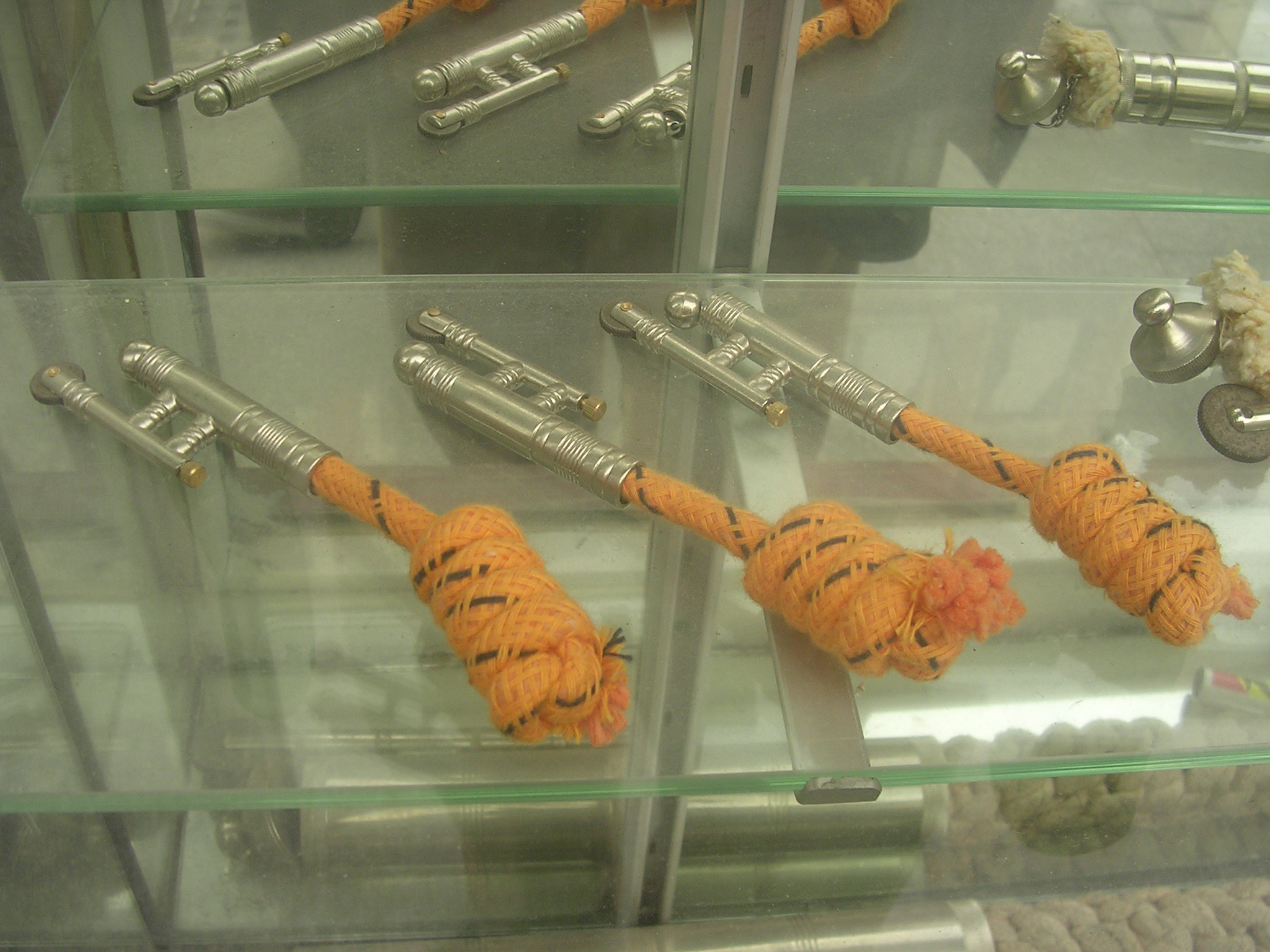
Encendedor de mecha (mechero).

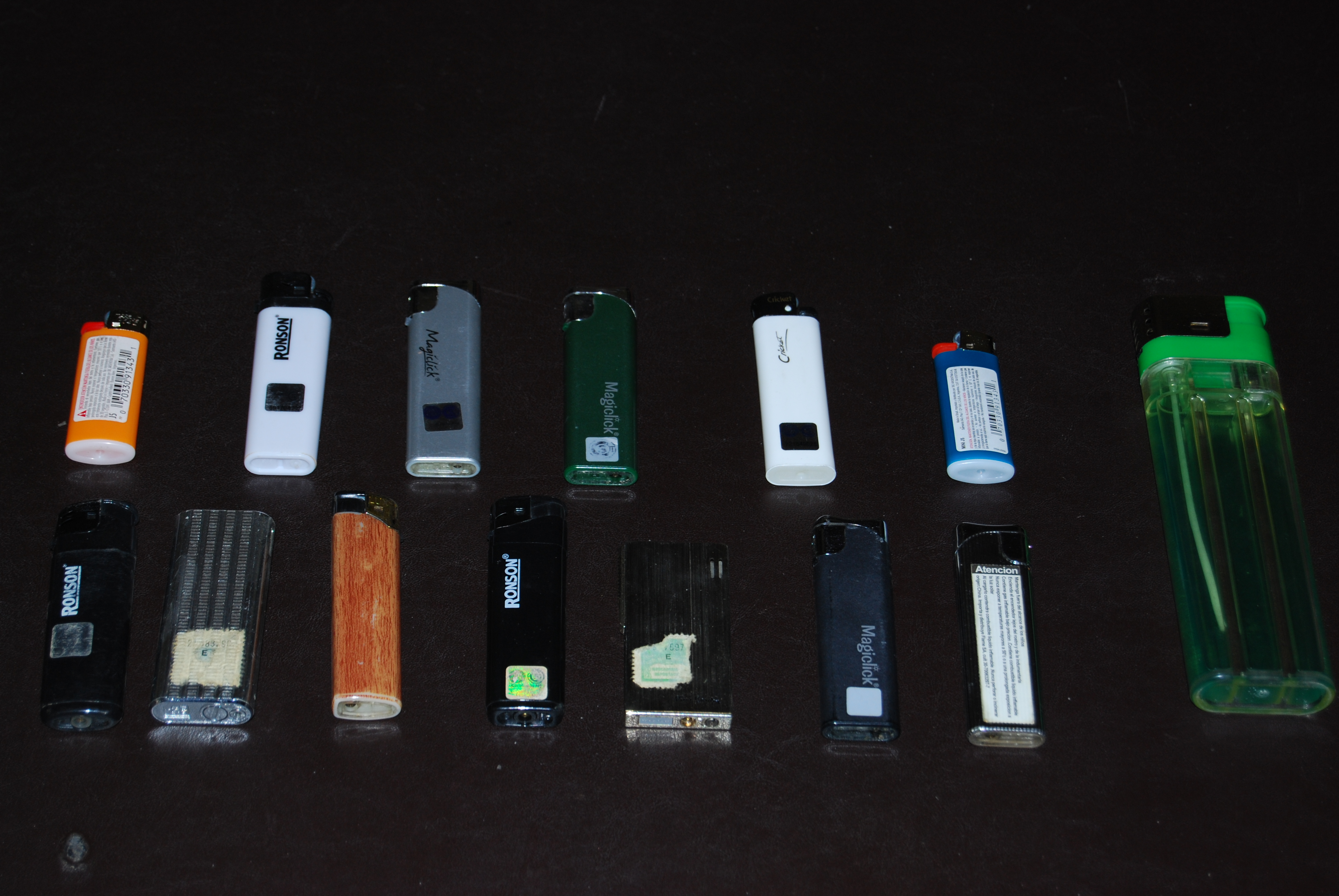
Encendedores de varios tipos y tamaños.

Un encendedor, también llamado mechero,  chispero, chisquero, yesquero, es un reactor químico portátil usado para generar una llama. El carburante necesario, generalmente gasolina o butano a presión —una mecha en los primitivos mecheros—, está contenido en su depósito, y el comburente es el oxígeno del aire. Además del depósito, cuenta con un dispositivo de ignición y otro de extinción de la llama.

## Historia
La forma más primitiva de encendedor consistía en lo que se llamaba pedernal, eslabón y yesca. Puede considerarse como tal porque todos los elementos se llevaban juntos en un recipiente. La piedra era pedernal, que se golpeaba con un trozo de hierro (generalmente un eslabón de una cadena) produciendo chispas que encendían un manojito de fibras vegetales secas (yesca). Se apagaba cuando se consumía la yesca.
Los primeros mecheros que merecieron tal nombre, consistían en un tubo, de unos 9 milímetros de diámetro (generalmente de latón) por el que discurría una mecha de algodón. En otro tubo paralelo había un pedernal mantenido con un muelle y un tornillo contra una rueda estriada que, haciéndola girar con un dedo, producía chispas que encendían la mecha. Una vez utilizada la brasa producida en la mecha, se retraía en el interior de su tubo con una tapadera enganchada con un alambre, que apagaba la brasa por sofocación, falta de oxígeno para la combustión. Son muy útiles en el campo, por mantenerse encendidos con ráfagas de aire, que avivan la brasa.
La Lámpara de Döbereiner inventado por el químico alemán Johann Wolfgang Döbereiner en 1823, es considerado el primer encendedor comercial de la historia. La lámpara estuvo en producción hasta finales de 1880.

## Encendedores actuales
Los encendedores posteriores están formados por un depósito que almacena el combustible (gasolina, butano u otros), una piedra que provoca la chispa por roce con una rueda estriada, encendiendo una mecha (más pequeña que en el anterior) empapada en gasolina o el gas que brota de un inyector, y un mecanismo para apagar la llama cómodamente por cese de oxígeno o cese de suministro de combustible (en los de gas).
Los más modernos no suelen utilizar piedra, sino un sistema piezoeléctrico que, por el impacto sobre un cuarzo, produce una chispa. 
Una variante de estos es el encendedor de cocina que, sin combustible, se limita a producir chispas que provocan la ignición del gas de la cocina o calentador. Funciona bien con propano y butano, pero no tanto con gas natural, que tiene una temperatura de ignición más alta que no alcanza fácilmente la chispa.
También se conoce como encendedor un dispositivo eléctrico del automóvil ubicado en el panel de instrumentos que transforma la electricidad en energía térmica calentando unos alambres al rojo vivo con la finalidad de encender cigarrillos.
Es necesario conocer los riesgos de estos dispositivos, pues se han ocasionado accidentes por la explosión de los encendedores cuando se exponen a altas temperaturas como en el tablero del vehículo, cerca de la cocina, o cerca del fuego. Registrándose accidentes que van desde una simple quemadura de primer o segundo grado hasta la pérdida de la vista por explosión del plástico y los pedazos rotos que saltan en el aire impulsados por la explosión. 
Un caso alarmante lo representan los encendedores gigantes. Parecen simpáticos, utilitarios, además de ser vistosos y llamativos, pero sin embargo no son dispositivos seguros por almacenar tanta cantidad de butano (diez veces el tamaño y contenido de gas de uno normal), por lo cual representan un peligro para el usuario, el cual no se da cuenta de que tiene prácticamente una bomba en sus manos, y mucho más peligroso cuando se deja en la cocina, o cerca de los niños, pues puede ocasionar un grave accidente al provocar una gran explosión de 2 a 3 metros de radio en espacios cerrados, ocasionando quemaduras de segundo y tercer grado, y consecuencias peores si hay presencia de niños en el momento del accidente.

## Seguridad
- No debe permitirse que los niños usen estos artefactos ni deben dejarse a su alcance ya que su curiosidad los lleva a jugar con ellos y causar accidentes graves.
- No deben usarse en lugares donde se almacenen substancias explosivas o inflamables.
- No se deben usar en caso de escapes de gas.